# みずほ型巡視船 (初代)
みずほ型巡視船（みずほがたじゅんしせん、英語: Mizuho-class patrol vessel）は、海上保安庁の巡視船の船級。区分記号はPLH（Patrol vessel Large with Helicopters）、公称船型はヘリコプター2機搭載型。
1番船「みずほ」が、配属替えに伴い「ふそう」と改名したことから、ふそう型とも呼称される。

## 来歴
1979年、国際海事機関（IMO）で海上捜索救難に関する国際条約（SAR条約）が採択された。これに基づき、のちにアメリカ合衆国とのあいだで「日本国政府とアメリカ合衆国政府との間の海上における捜索及び救助に関する協定」（日米SAR協定）が締結され、日本の分担区域は北緯17度以北及び東経165度以西とされた。これは日本の沿岸から実に1,200海里の果てにも及ぶ広大な海域であった。1980年末には野島崎東方の太平洋上で「ドナウ」「アンティパロス」「尾道丸」と立て続けに大型船の海難事故が発生。また1981年3月にはマラッカ海峡で大型タンカーと貨物船の事故が発生したこともあり、広域哨戒体制の整備が急務となった。
1980年のイラン・イラク戦争勃発に際して邦人救出が問題となった経緯もあり（イラン・イラク戦争#日本との関連参照）、当初は巡視船「そうや」の初期設計案（7,000トン級、大型ヘリコプター2機搭載）をもとに航続距離の増大および人員収容能力強化、アクティブソナー装備などの改正を加えた案が検討された。海上保安庁部内での審議の結果、ヘリコプターは既存の1機搭載型PLHと同じ中型ヘリコプターに縮小されたものの他はおおむね計画通りとされた。しかし1981年10月の新聞報道をきっかけとして、ちょうど開催されていた第95回国会の衆議院予算委員会において楢崎弥之助議員より武器使用に関する文民統制の観点から問題がある旨の緊急質問がなされ、昭和56年度での予算要求は断念された。
このような経緯から、昭和58年度ではソナーの装備や邦人救出などは取り下げて、その使用目的を遠洋での警備救難、海洋汚染・漁船の不法操業への監視取締りに絞って再度の予算要求が行われた。これらはいずれも重要な課題とされており、特にSAR体制整備については海保も1982年にはいってSAR準備室を設置するなど具体的体制整備を進めていたことから、今回は無事に予算承認された。これによって建造されたのが本型である。

## 設計

### 船体
船型は既存の1機搭載型PLHと同じく長船首楼型が採用された。少ない主機出力で所定の速力を確保するため、船首部は巡視船として初めてのバルバス・バウを採用して造波抵抗の低減をはかり、またL/B比も1機搭載型PLHを上回った。漂泊時の波浪衝撃緩和のため、船尾形状はクルーザー・スターンとされている。構造様式は縦肋骨構造とされ、縦肋骨・縦通梁を設けることで外板・甲板の断面積を減ずるとともに剛性を増大させた。
減揺装置として既存の1機搭載型PLHでは減揺タンク（ART）とフィンスタビライザーを併用する方式としていたが、本型では船体の大型化によってフィンスタビライザーのみで所期の効果を確保できたことから、ARTの装備は行われなかった。
なお本型では主船体後部に多数の予備室を備えており、緊急時の乗船可能人数は約900名（つがる型では約400名; なお平時の最大搭載人員は130名）とされているが、これは邦人救助の可能性を検討した名残である。従来のPLHと同様、寝室の一部を機関室の直上に配置せざるをえなかったが、騒音対策の配慮を強化した結果、つがる型「ちくぜん」で室内騒音が70ホンだったのに対し、「みずほ」では65ホンまで低減された。

### 機関
主機関はディーゼルエンジン2基で、両舷2軸に1基ずつ配している。機種と出力は各船で異なっており、1番船「みずほ（ふそう）」ではNKK-ピルスティク14PC2-5V型を搭載して出力18,200馬力 (13.6 MW)、2番船「やしま」ではIHI-ピルスティク12PC2-6V型を搭載して出力18,000馬力 (13 MW)である。昭和57年度計画以降の1機搭載型PLHと同様に主機関は遠隔操縦式とされており、推進装置の操縦・監視、機関部補機の制御・監視は操舵室内で行っている。
推進器としては4翼の可変ピッチ・プロペラ（CPP）を用いており、また振動・騒音の低減を図るため、海上保安庁の船艇としては初めて新造時からスキュード型としている。通常航行時（前進域）、主機が望ましい状態で自動的に運行が行われるよう、回転速度に対応した主機出力にCPP翼角を自動的に制御する自動負荷制御装置（ALC）を設け、また荒天時・転舵時を含めて主機のトルクリッチを自動的に防止するため、あらかじめ設定された使用限度を超えた場合に自動的にCPPの翼角を減ずる過負荷制限装置（OLP）を設けている。
電源としては給電の連続性や設備スペース、経済性を考慮してディーゼルエンジンを原動機とする等出力の発電機3セットを搭載した。航行中は2基、出入港などは3基の並列運転を行うこととして、交流電圧450ボルト、合計出力1,875 kVAを確保している。

## 装備

### 指揮統制
1機搭載型PLHでは順次に指揮機能の集約化を志向していたが、本型ではその試みを更に進めて通信室を航海船橋甲板に移設した。OIC（Operation Information Center）室を中心として前方に操舵室、左舷側に通信室、右舷側に航空管制室を集中配置し、更にOIC室から周辺の海上状況を直接視認できるよう床面を他の部屋よりも約1メートル高めている。

### 兵装
武装はエリコン 90口径35mm単装機銃 1基、およびJM61 20mm多銃身機銃 1基であった。なお20mm多銃身機銃として当初は2隻とも機側操作式のJM61-Mが搭載されていたが、2番船「やしま」では遠隔操作式のJM61-RFSに後日換装された。これは暗視装置を兼ねた光学FCS（RFS）と連動しており、平成元年度補正計画で建造された「しきしま」で搭載されたものを標準的な装備に加えたものであった

### 搭載艇
両舷に救命艇各1隻および伸縮式ダビット各1基を備えるとともに、7メートル型高速警備救難艇各1隻およびミランダ式ダビット各1基を搭載した。

### 航空艤装
本型の最大の特徴が中型ヘリコプター2機を搭載する点である。このために格納庫の幅を広くしたところ風向によっては格納庫によって乱流が発生し、ヘリコプターの運用に支障をきたすことが判明したことから、風洞実験を繰返し格納庫の形状を整形している。
なお格納庫とヘリコプター甲板とのヘリコプターの移動には、海上保安庁で開発されたヘリコプター移動装置が搭載された。これは発着スポットから格納庫までレールを埋め込んでおき、その上を走る牽引台車によってヘリコプターを格納庫まで移動させるものであり、昭和56年度計画の1機搭載型PLH「ちくぜん」で搭載されたものの改良型である。「ちくぜん」の装備では甲板から格納庫に引っ張ることしかできなかったが、本型ではレールをヘリコプター甲板後方まで延長し、ヘリコプターの前後に台車を配置することで、引き込みだけでなく引き出しも1台のウインチで行えるようになった。
搭載機としては竣工後長くベル 212が用いられてきたが、同機の運用終了の進展に伴い2014年2月から3月にベル 412（「みずほ」は元中部空港海上保安航空基地所属機、「やしま」は元広島航空基地所属機）に変更された。2代目「みずほ」では当初より現有機を使用するとされており、初代「みずほ」の搭載機であったベル412（MH-714・756号機）は2代目「みずほ」に引き継がれた。当面の間、同船から改名した「ふそう」は固有の搭載機なしで運用されることになった。

## 同型船一覧
| 計画年度   | 船番   | 船名           | 建造所              | 起工          | 進水          | 就役/配属替え  | 配属部署 (配属管区) | 退役          | 備考                                            |
| ---------- | ------ | -------------- | ------------------- | ------------- | ------------- | -------------- | ------------------- | ------------- | ----------------------------------------------- |
| 昭和58年度 | PLH-21 | みずほ Mizuho  | 三菱重工 長崎造船所 | 1984年8月27日 | 1985年6月5日  | 1986年3月19日  | 横浜(第三管区)      | 2024年3月15日 | 「しきしま」の配属により配属替え                |
| 昭和58年度 | PLH-21 | みずほ Mizuho  | 三菱重工 長崎造船所 | 1984年8月27日 | 1985年6月5日  | 1991年12月16日 | 名古屋(第四管区)    | 2024年3月15日 | 「みずほ（2代）」の就役に伴い配属替え・船名変更 |
| 昭和58年度 | PLH-21 | ふそう Fusō    | 三菱重工 長崎造船所 | 1984年8月27日 | 1985年6月5日  | 2019年7月5日   | 舞鶴(第八管区)      | 2024年3月15日 |                                                 |
| 昭和61年度 | PLH-22 | やしま Yashima | 日本鋼管 鶴見造船所 | 1987年8月3日  | 1988年1月20日 | 1988年12月1日  | 横浜(第三管区)      |               | 「あきつしま」の就役に伴い配属替え              |
| 昭和61年度 | PLH-22 | やしま Yashima | 日本鋼管 鶴見造船所 | 1987年8月3日  | 1988年1月20日 | 2013年10月11日 | 福岡(第七管区)      |               |                                                 |

## 登場作品

### 映画
『首都消失』
「みずほ」が登場。物体O対策本部設立に呼応して、油防除艇「しらさぎ」とともに出港する。

### アニメ
『逮捕しちゃうぞ the MOVIE』
「やしま」が登場。隅田川の封鎖を行うほか、搭載機でパトカーを無理矢理搬送する。

### その他
B'z『OCEAN』
B'zの39作目のシングル、フジテレビ系火曜9時ドラマ『海猿 -UMIZARU EVOLUTION-』の主題歌として書き下ろされた楽曲であり、プロモーションビデオは「みずほ」船上で撮影されており、史上初となる巡視船上の演奏（音楽隊を除く）。